# Хосе Луїс Бальєстер (яхтсмен)
Хосе Луїс Бальєстер (ісп. José Luis Ballester, 17 серпня 1968) — іспанський яхтсмен.
Олімпійський чемпіон 1996 року в класі Торнадо.